# Рудкі (Гнезненський повіт)
Рудкі (пол. Rudki) — село в Польщі, у гміні Тшемешно Гнезненського повіту Великопольського воєводства.
Населення — 351 особа (2011).
У 1975-1998 роках село належало до Бидгощського воєводства.

## Демографія
Демографічна структура станом на 31 березня 2011 року:
|          | Загалом | Допрацездатний вік | Працездатний вік | Постпрацездатний вік |
| -------- | ------- | ------------------ | ---------------- | -------------------- |
| Чоловіки | 167     | 31                 | 127              | 9                    |
| Жінки    | 184     | 54                 | 108              | 22                   |
| Разом    | 351     | 85                 | 235              | 31                   |